# Geschichtswissenschaft
Die Geschichtswissenschaft  ist die methodisch gesicherte Erforschung und Rekonstruktion von Aspekten der Menschheitsgeschichte oder Geschichte auf der Basis einer kritisch analysierten und interpretierten Überlieferung (Quellen) unter einer spezifischen Fragestellung. Historische Forschung wird in vielerlei Teildisziplinen geleistet und von den Historischen Hilfswissenschaften unterstützt. Ansätze zur Gliederung der Geschichte in spezifische Zeitabschnitte oder Epochen sind Gegenstand der Periodisierung.

## Definition und Aufgaben
Die Geschichtswissenschaft ist eine Kultur- bzw. Geisteswissenschaft, die sich mit der Geschichte von Menschen und menschlichen Gemeinschaften beschäftigt, während die Naturgeschichte zu den einzelnen Naturwissenschaften gehört. Heute gilt die Geschichtswissenschaft, insbesondere mit entsprechenden Fragestellungen (Historische Anthropologie), daher auch als ein Sonderbereich der Anthropologie.
Die Geschichtswissenschaft zeichnet sich durch eine kritische Methode aus, das heißt, ihre Voraussetzungen, Methoden, Gedankengänge und Ergebnisse müssen rational diskutierbar bzw. intersubjektiv nachprüfbar (und zumindest prinzipiell falsifizierbar) sein, und man geht stets prüfend und mit dem Streben nach weitgehender Objektivität vor (siehe historisch-kritische Methode). Die Grundlage bilden historische Quellen, die im Rahmen einer Recherche gesammelt und dann nach den Regeln des Faches ausgewertet werden. Hierbei stehen die schriftlichen Zeugnisse im Mittelpunkt. Eng verwandt ist die Geschichtswissenschaft auch mit der Archäologie, die aber hauptsächlich nicht-schriftliche Quellen auswertet, und der Politikwissenschaft. Aufgrund der besonderen Bedeutung von Texten und Hermeneutik für die historische Forschung gibt es daneben auch Berührungspunkte mit der Literaturwissenschaft.
Historikern geht es weniger darum, das vorhandene Wissen über die Vergangenheit des Menschen nur zu bewahren und zu verbreiten, sondern vor allem darum, es zu mehren. Die Geschichtswissenschaft unterscheidet sich von anderen Wissenschaften allerdings insofern, als ihr Gegenstand, die Vergangenheit, nicht mehr existiert. Daher sind abschließende Beweise für historische Rekonstruktionen unmöglich zu erbringen, stattdessen steht die Abwägung von Argumenten im Zentrum. Der historische Stoff und das historische Material sind prinzipiell unendlich, da immer neue Quellen und Sichtweisen auf die Vergangenheit entstehen. Vor allem Letzteres sorgt dafür, dass durch veränderte Fragestellungen und Paradigmenwechsel auch in Hinblick auf weit zurückliegende Epochen immer wieder neue Erkenntnisse erzielt und ältere Positionen revidiert werden. Dabei steht insbesondere der Versuch im Mittelpunkt, plausible Kausalitäten zu rekonstruieren. Die Quellen – schriftliche wie materielle – bedürfen in diesem Zusammenhang stets zwingend der Interpretation, sie sprechen nicht für sich selbst. Dabei sind methodische Regeln zu beachten, die die moderne Geschichtswissenschaft im Verlauf von zwei Jahrhunderten formuliert hat, um plausible und logisch zulässige von unzulässigen Interpretationen trennen zu können. Der spätere Nobelpreisträger Theodor Mommsen formulierte prägnant, das Ziel der Geschichtswissenschaft sei das „Erkennen des Gewesenen aus dem Gewordenen mittelst der Einsicht in die Gesetze des Werdens“.
Erforschen, Interpretieren, Verknüpfen und Vertiefen stehen im Vordergrund der Arbeit von Historikern. Stets geht der Forscher
- mit einem bestimmten Erkenntnisinteresse, einer Fragestellung, an seinen Gegenstand heran,
- sammelt und sichtet dann die verfügbaren Quellen,
- interpretiert diese nach den methodischen Regeln des Faches
- und stellt zuletzt seine Ergebnisse dar, um sie in der Öffentlichkeit zur Diskussion zu stellen.

Wie in jeder Wissenschaft besteht Erkenntniszuwachs dabei auch in dem Versuch, Irrtümer und Einseitigkeiten früherer Forscher aufzudecken und zu korrigieren (Forschungsgeschichte). Die Fragen, die an die Vergangenheit gestellt werden, ändern sich im Laufe der Zeit. Oft hängen sie mit neuen kultur- und sozialwissenschaftlichen Theorien zusammen, in deren Licht sich die Quellen und Zusammenhänge anders deuten lassen. Im Zusammenhang mit der Globalisierung gehört es für Jörn Rüsen zu den „fundamentalen Einsichten in die Kontextabhängigkeit des historischen Denkens und in die Logik seiner Vernunftansprüche“, sich der Herausforderung interkultureller Kommunikation zu stellen. Der in der westlichen Wissenschaftstradition mächtige Impuls der Rationalisierung des historischen Denkens sei nicht unbesehen für transkulturell wirksam anzusehen. Gleichwohl gebe es im gemeinsamen Menschsein begründete kulturübergreifende Wahrheitskriterien, mit denen sich methodische Rationalität transkulturell begründen lasse. „Kulturelle Differenz sollte als Inspiration und nicht als Grenze der historischen Erkenntnis zur Geltung gebracht werden.“
Geschichtswissenschaftler werden Historiker genannt (von altgr. Historie/Historia = „Erkundung, Erforschung“). Ein Teilgebiet der Geschichtswissenschaft, das sich mit den Grundlagen des Fachs Geschichte befasst, ist die Theorie der Geschichte (Historik). Das Fach wird weltweit vornehmlich an Universitäten sowie an spezialisierten Instituten betrieben, zudem an größeren und lokalen Museen. Es gibt auch viele Menschen, die sich außerhalb ihres Berufes auf wissenschaftlichem Niveau historisch betätigen, z. B. in der Regional- und Lokalgeschichte. Hinzu kommen zahlreiche historisch interessierte Laien, die zwar mitunter wichtige Beiträge leisten, denen aber aufgrund methodischer Mängel nicht selten auch gravierende Irrtümer unterlaufen.
In einer Grauzone zur Geschichtswissenschaft stehen populärwissenschaftliche Darstellungen, die sich ohne genaue Belege an ein breiteres Publikum richten. Dabei kann es vorkommen, dass sie die Geschichte zu sehr vereinfachen oder (absichtlich oder unabsichtlich) gar verfälschen. Mitunter ist bei populärwissenschaftlichen Arbeiten die Grenze zur Pseudowissenschaft fließend, die auf methodisch unzulässige Weise arbeitet und so wissenschaftlich unhaltbare Ergebnisse produziert. Gute populärwissenschaftliche Werke hingegen verbreiten historisches Wissen außerhalb der Fachwelt. Im Idealfall können sie einer breiteren Öffentlichkeit auch verdeutlichen, dass das aktuelle Bild von der Vergangenheit stets eine mehr oder weniger plausible (Re-)Konstruktion und Interpretation ist. Manche Historiker wie Golo Mann sind sogar der Auffassung, gute Geschichtsschreibung sei eher eine literarische Kunst als eine Wissenschaft, allerdings eine Kunst, die auf den Erkenntnissen der Wissenschaft aufbaut.

## Geschichte der Geschichtswissenschaft
Die Geschichtswissenschaft hat ihre eigene Geschichte. In der Geschichte der Geschichtsschreibung geht es um frühere Historiker, um deren Werke, teilweise um die Umstände, unter denen früher Geschichtsschreibung betrieben wurde, und auch darum, wie sich die Interessen und Fragestellungen gewandelt haben. Herodot gilt als der Vater der Geschichtsschreibung. Die seine folgte allerdings noch nicht den Regeln moderner Forschung, sondern verstand sich primär als literarisch-philosophisches Kunstwerk. Schon in der Antike hat die Geschichtsschreibung zwar mit Autoren wie Thukydides und Polybios manche Maßstäbe gesetzt, auf die Giambattista Vico in der Frühen Neuzeit zurückgegriffen hat. Aber erst im 19. Jahrhundert (Historismus) begannen Geschichtsforscher in Europa, sich verstärkt unter Beachtung wissenschaftlicher Kriterien (Heuristik, Quellenkritik, Textkritik, Objektivität) mit der menschlichen Vergangenheit zu befassen. Im Zuge dieser Professionalisierung kam es zu einer Spezialisierung, zunächst nach chronologischen (Alte, Mittlere und Neue Geschichte), dann auch nach geographischen und inhaltlichen Gesichtspunkten.
Im 20. Jahrhundert öffnete sich das Fach dann insbesondere kulturwissenschaftlichen und soziologischen Fragestellungen und Methoden. In den 1920er Jahren begann sich zudem in Frankreich unter der Ägide von Marc Bloch und Lucien Febvre die einflussreiche Annales-Schule zu etablieren, die heute stark mit der École des hautes études en sciences sociales (EHESS) in Paris zusammenhängt. Diese gibt noch immer die von den beiden Historikern gegründete Zeitschrift heraus und tritt für eine Geschichtswissenschaft ein, bei der die Rekonstruktion der Ereignisgeschichte zugunsten der Betrachtung langfristiger Entwicklungen in den Hintergrund treten soll. Der sozialwissenschaftlichen „Wende“ der Geschichtswissenschaft in den 1960er und 1970er Jahren folgten weitere Anstöße zur Ausweitung des Forschungsspektrums seitens der Kulturanthropologie, die in Richtung einer kulturgeschichtlichen bzw. kulturwissenschaftlichen „Wende“ gehen.

## Quellen, Sekundärliteratur und Hilfsmittel

Quellen sind die Schnittstelle zwischen den Ereignissen, über die ein Historiker forscht, und der Geschichtswissenschaft. Deren Produkte wiederum beeinflussen einander und letztlich auch popularisierende Werke. (Die Pfeile im Schaubild beschreiben nur die hauptsächlichen Informationswege.)

## Historik, Geschichtsdidaktik und -methoden

### Historik
Die Theorie der Geschichte (Historik) befasst sich auf theoretischer Ebene mit den Grundlagen des Fachs, vor allem mit der Frage, wie historisches Wissen möglich ist, wie es zustande kommt und wozu es dient. Durch das Erkennen seiner eigenen, oft unbewussten Vorannahmen kann ein Historiker Fehler vermeiden.

### Geschichtsdidaktik
Die Geschichtsdidaktik gehört zur Geschichtswissenschaft, nicht zur Pädagogik, weil die Belehrung der Zeitgenossen über die Geschichte das ursprüngliche Anliegen der Historiker gewesen ist. Sie befasst sich vor allem mit der Weise, wie das Geschichtsbewusstsein in schulischen und außerschulischen Bildungsprozessen sowie in der Geschichtskultur mit Vergangenheit und Überlieferung umgeht.

### Methoden der Geschichtswissenschaft
Die historisch-kritische Methode wurde in Auseinandersetzung mit den schriftlichen Quellen im 18. und 19. Jahrhundert entwickelt und verfeinert. Nach wie vor stehen Texte klar im Zentrum der Geschichtswissenschaft. Für viele historische Sachverhalte fehlen aber Schriftquellen.
Über sie hinaus gehen sozialwissenschaftliche Methoden (wozu insbesondere auch die Statistik zählt), die auch Massenphänomene quantitativ erfassen können. Des Weiteren ergänzen naturwissenschaftliche Methoden – z. B. die C14-Methode, die Dendrochronologie und die DNA-Analyse (insbesondere für Grabfunde) – zunehmend die geschichtswissenschaftliche Methodik. Neue und/oder verbesserte Datenanalysen wurden zudem mit der Erfindung und stetigen Weiterentwicklung des modernen Computers möglich. Komplexe statistische Verfahren der Zeitreihenanalyse gewinnen in Geschichtswissenschaften zunehmend an Bedeutung.
Das Gebiet der verschiedenen angewendeten Methoden der Geschichtswissenschaft ist dabei nicht zu verwechseln mit der Geschichtsmethodik, die eine Teildisziplin der Geschichtsdidaktik darstellt.

## Räumliche und zeitliche Abschnitte
Räumlich-geografisch kann man die Geschichte gliedern in die Weltgeschichte und Geschichte einzelner Erdteile (Europas, Amerikas, Asiens, Afrikas, Australiens). Darunter stehen zahllose Nationalgeschichten, Regionalgeschichten und Lokalgeschichten sowie Migrationsgeschichten wie die Völkerwanderung oder die Ostsiedlung.
Zeitlich gliedert man Geschichte in Epochen.
- Die Ur- und Frühgeschichte umfasst den Zeitraum zwischen den ersten bewusst hergestellten Steingeräten vor etwa 2,5 Millionen Jahren bis zu den ersten schriftlichen Aufzeichnungen. Als Fach zählt sie nicht zur Geschichtswissenschaft, sondern zu den Archäologien: Erst bei Vorliegen von (lesbaren) Schriftdokumenten spricht man von Geschichte im engeren Sinne. Das Ende der Urgeschichte liegt dabei in jeder Kultur zu einem unterschiedlichen Zeitpunkt, je nachdem, wann die Schrift eingeführt bzw. entwickelt wurde.
- Erste Schriftdokumente finden sich in der Phase der Hochkulturen ab ca. 4000 v. Chr.
- Seit Christoph Cellarius (1638–1707) wird die Geschichte Europas und des Mittelmeerraums in die Zeiträume der Alten Geschichte, der Mittelalterlichen Geschichte und der Neueren Geschichte unterteilt. Diese europäische Periodisierung in Antike, Mittelalter und Neuzeit (aus ursprünglich protestantischer Sicht) ist heute umstritten und lässt sich nicht ohne weiteres anwenden auf außereuropäische Hochkulturen, etwa auf die chinesische Geschichte oder auf die Japans, Indiens oder Mittel- und Südamerikas.

Die drei großen Epochen der europazentrierten Geschichtswissenschaft sind
- Alte Geschichte (Griechen, Römer und ihre Nachbarvölker; ca. 800 v. Chr. bis ca. 600 n. Chr.),
- Mittelalterliche Geschichte (ca. 600 bis ca. 1500 n. Chr.) und
- Neuzeit (seit ca. 1500). Die Neuzeit wird wiederum eingeteilt in die Abschnitte
  - Frühe Neuzeit (bis ca. 1789)
  - Neuere und Neueste Geschichte (ca. 1789 bis ca. 1945)
  - Zeitgeschichte (seit ca. 1945; mit lebenden Zeitzeugen)

Entsprechend spezialisiert sich die Geschichtswissenschaft.

## Teildisziplinen
Weltgeschichte bedeutet den Versuch, die Menschheitsgeschichte in Gänze jenseits nationaler oder sektoraler Beschränkungen darzustellen. Allerdings ist die konkrete Darstellung immer nach Zeit und Raum gegliedert (siehe unten). Ein aktueller Versuch für das 19. Jahrhundert liegt vor bei Jürgen Osterhammel.
Von allgemeiner Geschichte wird gesprochen, wenn die Geschichte ohne thematische Aufteilung gemeint ist.
Wichtige Teilgebiete sind:
- Politikgeschichte
- Sozialgeschichte
- Rechtsgeschichte
- Militärgeschichte
- Kulturgeschichte
- Mediengeschichte
- Geschlechtergeschichte
- Bildungsgeschichte
- Ideengeschichte
- Wirtschaftsgeschichte
- Technikgeschichte
- Sportgeschichte
- Mathematikgeschichte

Die Themen sind oft zugleich Gegenstand einer Fachwissenschaft, so gehört die Wirtschaftsgeschichte auch zur Wirtschaftswissenschaft. Oft hängt es von der Tradition ab, ob ein Gebiet eher bei der Geschichtswissenschaft vertreten ist (z. B. Sozialgeschichte) oder bei der Fachwissenschaft (Sozialwissenschaft). Besonders die Zeitgeschichte kann kaum von der Politikwissenschaft getrennt werden.
Die Archäologie, Volkskunde und die Kunstgeschichte erfordern für ihre Gegenstände – nicht-schriftliche Zeugnisse – andere Methoden, ihre Ergebnisse können aber von der Geschichtswissenschaft aufgegriffen werden.
| Sachbereiche: - Politikgeschichte - Militärgeschichte - Rechtsgeschichte - Verfassungs- und Verwaltungsgeschichte - Religionsgeschichte - Kirchengeschichte - Kulturgeschichte - Geistesgeschichte - Musikgeschichte - Wirtschaftsgeschichte - Unternehmensgeschichte - Technikgeschichte - Umweltgeschichte - Sozialgeschichte - Alltagsgeschichte - Mikrogeschichte - Geschlechtergeschichte - Frauengeschichte - Sportgeschichte - Bildungsgeschichte - Wissenschaftsgeschichte - Universitätsgeschichte Unterschiedliche Herangehensweisen sind - Ereignisgeschichte - Strukturgeschichte - Personengeschichte - Mentalitätsgeschichte | Regionen und Kulturen: - Weltgeschichte - Landesgeschichte - Ägyptologie - Altamerikanistik - Altorientalistik - Byzantinistik - Indologie - Japanologie - Orientalistik - Polonistik - Sinologie - Turkologie |
| Sachbereiche: - Politikgeschichte - Militärgeschichte - Rechtsgeschichte - Verfassungs- und Verwaltungsgeschichte - Religionsgeschichte - Kirchengeschichte - Kulturgeschichte - Geistesgeschichte - Musikgeschichte - Wirtschaftsgeschichte - Unternehmensgeschichte - Technikgeschichte - Umweltgeschichte - Sozialgeschichte - Alltagsgeschichte - Mikrogeschichte - Geschlechtergeschichte - Frauengeschichte - Sportgeschichte - Bildungsgeschichte - Wissenschaftsgeschichte - Universitätsgeschichte Unterschiedliche Herangehensweisen sind - Ereignisgeschichte - Strukturgeschichte - Personengeschichte - Mentalitätsgeschichte | Historische Hilfswissenschaften: - Archivkunde - Chronologie (Zeit) - Diplomatik (Urkunden) - Epigrafik (Aufschriften) - Filigranologie (Wasserzeichen) - Genealogie (Verwandtschaft) - Heraldik (Wappen) - Numismatik (Geld, v. a. Münzen) - Paläografie (Schriften) - Papyrologie (Papyri) - Phaleristik (Orden und Ehrenzeichen) - Sphragistik (Siegel) |
| Grundlagen des Faches: - Historik oder Theorie der Geschichte - Geschichtsphilosophie - Geschichte der Geschichtswissenschaft - Geschichtsdidaktik | Verwandte Bereiche: - Archäologie - Kunstgeschichte - Ethnologie - Onomastik - Philologie - Historische Linguistik - Historische Anthropologie - Psychohistorie |